# Isla Ruski (Kara)
La isla Ruski (del ruso: остров Русский) es una isla en el mar de Kara. Se encuentra en el subgrupo Litke del archipiélago de Nordenskiöld. Con un área de 309 km², Russki es la isla más grande del archipiélago. Y también es la más septentrional del grupo.
Administrativamente Ruski pertenece al krai de Krasnoyarsk, de la Federación de Rusia. Y parte de la Reserva natural Gran ártico, la reserva natural más grande de Rusia.